# Mišne Tora
| Židé a judaismus |
| Židé • Judaismus • Kdo je Žid |
| Ortodoxní • Konzervativní (Masorti) Progresivní (Reformní - Liberální) • Ultraortodoxní Samaritáni • Falašové • Karaité                                                                                            |
| Etnické skupiny a jazyky |
| Aškenázové • Sefardové • Mizrachim Hebrejština • Jidiš • Ladino • Ge'ez • Buchori |
| Populace (vývoj) |
| Evropa • Amerika • Asie • Afrika • Austrálie |
| Náboženství |
| Bůh • Principy víry • Boží jména 613 micvot • Halacha • Noachidské zákony Mesiáš • Eschatologie |
| Židovské myšlení, filosofie a etika |
| Židovská filosofie Cdaka • Musar • Vyvolenost Chasidismus • Kabala • Haskala |
| Náboženské texty |
| Tóra • Tanach • Mišna • Talmud • Midraš Tosefta • Mišne Tora • Šulchan aruch Sidur • Machzor • Pijut • Zohar |
| Životní cyklus, tradice a zvyky |
| Obřízka • Pidjon ha-ben • Simchat bat • Bar micva Šiduch • Svatba • Ketuba • Rozvod (Get) • Pohřeb Kašrut • Židovský kalendář • Židovské svátky Talit • Tfilin • Cicit • Kipa Mezuza • Menora • Šofar • Sefer Tora |
| Významné postavy židovství |
| Abrahám • Izák • Jákob • Mojžíš Šalomoun • David • Elijáš • Áron Maimonides • Nachmanides • Raši Ba'al Šem Tov • Ga'on z Vilna • Maharal                                                                           |
| Náboženské budovy a instituce |
| Chrám • Synagoga • Ješiva • Bejt midraš Rabín • Chazan • Dajan • Ga'on Kohen (kněz) • Mašgiach • Gabaj • Šochet Mohel • Bejt din • Roš ješiva                                                                      |
| Židovská liturgie |
| Šema • Amida • Kadiš Minhag • Minjan • Nosach Šacharit • Mincha • Ma'ariv • Musaf |
| Dějiny Židů |
| starověk • středověk • novověk |
| Blízká témata |
| Antisemitismus • Gój • Holocaust • Izrael Filosemitismus • Sionismus Abrahámovská náboženství |
| z • d • e |

Mišne Tora (hebrejsky משנה תורה‎, „Opakování / učení zákona / Tóry“), někdy uváděná též jako Jad chazaka (hebrejsky יד חזקה‎, „Silná ruka“, podle verše Dt 6, 21 (Kral, ČEP)) je halachický kodex shrnující židovské náboženské právo. Autorem tohoto díla je Moše ben Majmon, zvaný též Maimonides, sefardský rabín, lékař a filosof (1135–1204).

## Vznik díla
Mišne Tora vznikala v letech 1168–1177, během Maimonidova pobytu v Egyptě. Tomuto dílu předcházela Maimonidova práce na arabsky psaném komentáři k Mišně a rovněž původně arabsky psané, ale posléze do hebrejštiny přeložené Sefer ha-micvot (Knize přikázání).
Mišne Tora byla koncipována jako shrnutí dosavadní ústní právní tradice judaismu zapsané v Mišně, Talmudu, Toseftě a dalších halachických dílech. Cílem bylo látku obsaženou v Talmudu systematizovat, v rámci možností zjednodušit a čtenáři podat jasný a srozumitelný přehled a výklad náboženského zákona.

## Jazyk a metoda Mišne Tora
Mišne Tora je psána hebrejsky (na rozdíl od tehdejšího úzu, který panoval mezi židy v arabském kulturním prostředí psát knihy arabsky nebo judeorabsky). Forma hebrejštiny, kterou použil Maimonides je blízká hebrejštině Mišny, na kterou Mišne Tora navazovala. Maimonides dále stručný právnický jazyk Mišny upravil a vytvořil nový styl hebrejštiny, který se stal jedním z ukázkových příkladů rabínské středověké hebrejštiny a ovlivnil i pozdější hebrejsky píšící autory, včetně zakladatele moderní hebrejštiny Eli'ezera Ben Jehudu a nositele Nobelovy ceny Š. J. Agnona.
Jednotlivé traktáty Mišne Tora jsou uspořádány a sestaveny systematicky podle témat – nevyskytují se v nich proto tzv. darchej agav (dosl. „mimochodem“; přen. vedlejší narativní úseky v textu Mišny nebo Gemary nesouvisející přímo s hlavním tématem). Ačkoli je tedy Mišna a informace v ní obsažené výchozím bodem většiny traktátů, Mišne Tora neobsahuje informace, které přímo s tématem nesouvisí a naopak obsahují Maimonidovy dodatky, které se týkaly rozdílů mezi praxí Mišny a halachickou praxí v jeho vlastní době.
V Mišne Tora nejsou uvedeny dřívější prameny pro jednotlivá halachická ustanovení (tj. především jednotlivé rabínské diskuse). Tento postup, při němž došlo k vynechání „řetězu tradice“ (hebrejsky šalšelet ha-kabala) někteří Maimonidovi současníci i následovníci kritizovali.

## Struktura
Mišne Tora se skládá ze čtrnácti knih (sfarim; 14 je též numerická hodnota slova יד‎, ruka). Tyto knihy jsou rozděleny osmdesáti tří pojednání, které se dále dělí na 982 kapitol (prakim) a ty pak na menší úseky (halachot)
1. Sefer mada (Kniha vědění)
  1. Hilchot jesodej ha-Tora (Základy Tóry)
  2. Hilchot de'ot (Etické kvality)
  3. Hilchot talmud Tora (Studium Tóry)
  4. Hilchot avoda zara ve-chukat ha-gojim (Modloslužba a nežidovské zvyky)
  5. Hilchot tšuva (Pokání)
2. Sefer ahava (Kniha lásky)
  1. Hilchot kri'at Šema (Recitace Šema)
  2. Hilchot tfila u-virkat kohanim (Modlitba a kněžské požehnání)
  3. Hilchot tfilin u-mezuza ve-Sefer Tora (Tfilin, mezuza a svitek Tóry)
  4. Hilchot cicit (Talit)
  5. Hilchot brachot (Požehnání)
  6. Hilchot mila (Obřízka)
3. Sefer zmanim (Kniha časů)
  1. Hilchot šabat (Šabat)
  2. Hilchot eruvin (Prolnutí prostorů)
  3. Hilchot švitat asor (Činnosti zakázané desátého tišri, tj. na Jom kipur)
  4. Hilchot švitat jom tov (Činnosti zakázané o svátcích)
  5. Hilchot chamec u-maca (Kvašený a nekvašený chléb)
  6. Hilchot šofar suka ve-lulav (Šofar, suka a palmová ratolest)
  7. Hilchot škalim (Chrámová daň)
  8. Hilchot kiduš ha-chodeš (Posvěcení měsíce)
  9. Hilchot ta'anit (Postní dny)
  10. Hilchot megila ve-chanuka (Purim a Chanuka)
4. Sefer našim (Kniha žen)
  1. Hilchot išut (Manželství)
  2. Hilchot girušin (Rozvod)
  3. Hilchot jibum va-chalica (Levirátní manželství)
  4. Hilchot na'ara betula (Panna)
  5. Hilchot sota (Cizoložnice)
5. Sefer kduša (Kniha svatosti)
  1. Hilchot isurej bi'a (Zakázaný styk)
  2. Hilchot ma'achalot asurot (Zakázané pokrmy, kašrut)
  3. Hilchot šchita (Rituální porážka)
6. Sefer hafla'a (Kniha prohlášení)
  1. Hilchot švu'ot (Přísahy)
  2. Hilchot nedarim (Sliby)
  3. Hilchot nezirut (Nazír)
  4. Hilchot arachim va-charamim (Ocenění a zasvěcení)
7. Sefer zra'im (Kniha semen)
  1. Hilchot kil'ajim (Smíšené druhy)
  2. Hilchot matanot anijim (Dary chudým)
  3. Hilchot trumot (Oběti pozdvihování)
  4. Hilchot ma'aser (Desátek)
  5. Hilchot ma'aser šeni ve-neta reva'i (Druhý desátek a plody čtvrtého roku)
  6. Hilchot bikurim im še'ar matanot kehuna še-ba-gvulin (První plody společně s ostatními dary přinášenými kněžím, které vyrostou uvnitř hranic Země izraelské)
  7. Hilchot šmita ve-jovel (Rok odpočinku a milostivé léto)
8. Sefer avoda (Kniha (chrámové) služby)
  1. Hilchot Bejt ha-bechira (Chrám)
  2. Hilchot klej ha-mikdaš ve-ha-ovdim bo (Chrámové nádoby a ti, co v něm slouží)
  3. Hilchot bi'at ha-mikdaš (Vcházení do Chrámu)
  4. Hilchot isurej mizbeach (Věci, které je zakázáno dávat na oltář)
  5. Hilchot ma'ase ha-korbanot (Vykonávání obětí)
  6. Hilchot temidin u-musafin (Každodenní a přídavné oběti)
  7. Hilchot psulej ha-mukdašin (Oběti prohlášené za neplatné)
  8. Hilchot avodat Jom ha-kipurim (Obětní bohoslužba na Den smíření)
  9. Hilchot me'ila (Přestoupení)
9. Sefer korbanot (Kniha obětí)
  1. Hilchot korban Pesach (Pesachová oběť)
  2. Hilchot chagiga (Sváteční oběť)
  3. Hilchot bechorot (Oběť prvorozených mláďat)
  4. Hilchot šgagot (Oběti za přestoupení spáchaná omylem)
  5. Hilchot mechusrej kapara (Ti, jejichž smíření ještě není úplné)
  6. Hilchot temura (Náhradní oběti)
10. Sefer tahara (Kniha čistoty)
  1. Hilchot tum'at met (Nečistota mrtvého)
  2. Hilchot para aduma (Červená jalovice)
  3. Hilchot tum'at cara'at (Malomocenství)
  4. Hilchot metam'ej miškav u-mošav (Ti, kdo [rituálně] znečišťují lože a židle)
  5. Hilchot še'ar avot ha-tum'ot (Ostatní zdroje rituální nečistoty)
  6. Hilchot tum'at ochlin (Nečistá jídla)
  7. Hilchot kelim (Nádoby)
  8. Hilchot mikva'ot (Rituální očistné koupele)
11. Sefer nezikin (Kniha škod)
  1. Hilchot nezikej mamon (Škody na movitém majetku)
  2. Hilchot geneva (Krádež)
  3. Hilchot gezela va-aveda (Loupež a ztracený majetek)
  4. Hilchot chovel u-mazik (Zranění a poškození)
  5. Hilchot roceach u-šmirat nefeš (Vražda a záchrana života)
12. Sefer kinjan (Kniha nabytí)
  1. Hilchot mechira (Prodej)
  2. Hilchot zchija u-matana (Nabytí a dar)
  3. Hilchot šchenim (Sousedé)
  4. Hilchot šluchin ve-šotfin (Zástupci – vyslanci a partneři)
  5. Hilchot avadim (Otroci)
13. Sefer mišpatim (Kniha soudů)
  1. Hilchot schirut (Najímání)
  2. Hilchot še'ala u-fikadon (Půjčky a zálohy)
  3. Hilchot melave ve-love (Věřitel a dlužník)
  4. Hilchot to'en ve-nit'an (Žádost)
  5. Hilchot nachalot (Dědictví)
14. Sefer šoftim (Kniha soudců)
  1. Hilchot sanhedrin ve-ha-onšin ha-masorin lahem (Sanhedrin – soudní dvůr)
  2. Hilchot edut (Svědectví)
  3. Hilchot mamrim (Vzbouřenci)
  4. Hilchot avel (Truchlící)
  5. Hilchot mlachim u-milchamot (Králové a války)

## Ohlas a vliv Mišne Tora
Mišne Tora získala Maimonidovi na jedné straně pověst jako velkého znalce halachy, na druhé straně se setkala i s opozicí, která kritizovala především vynechání právních pramenů halachy. Mezi její největší oponenty patřil rabi Avraham ben David z Posquières (Ravad III.) Vliv a styl Mišne Tora se projevil i na dalších dílech jako Tur Ja'akova ben Ašera a Šulchan aruch Josefa Kara.